# لو يونشي
مياو مياو لو يونشي (مواليد 28 يوليو 1988) هو ممثل، مغني وعارض صيني، أشتهر لدوره في مسلسل رماد الحب.

## روابط خارجية
- لو يونشي على موقع IMDb (الإنجليزية)
- لو يونشي على موقع قاعدة بيانات الفيلم (الإنجليزية)